# Doornveld
Doornveld, voorheen Rustwijk, is een landgoed in Doorn in de Nederlandse provincie Utrecht. Het rijksmonument Doornveld ligt aan de zuidkant van de Driebergsestraatweg 27, schuin tegenover Beukenrode.

## Landhuis
Het witgepleisterde landhuis staat op enige afstand van de weg. Het huis is gebouwd in eclectische bouwstijl met een symmetrische voorgevel. Links van het huis staat het voormalige koetshuis dat in dezelfde stijl werd gebouwd. Doornveld heeft twee bouwlagen onder een samengestelde kap. Het zadeldak met windveren heeft opvallende druppelvormige versieringen. Tussen de door puntgevels bekroonde hoekpartijen bevindt zich een loggia.

## Tuin
De tuin achter de villa is aangelegd in landschappelijke stijl. In het gazon staan enkele solitaire oude bomen. In de een langwerpige vijver is een spuitfontein. In de linkerhoek van het terrein bevindt zich een klassieke Japanse tuin. Hierin staan kleine pagodes, bonsaiboompjes, zwerfkeien, bamboe- en azaleastruiken.

## Geschiedenis
Het terrein behoorde oorspronkelijk aan J.D.C.C.W. d'Ablaing van Giessenburg, de eigenaar van Moersbergen. Uit diens nalatenschap kocht dakpannenfabrikant Ravesteijn in 1861 een perseel waarop hij een buitenhuis liet bouwen. Het ontwerp was waarschijnlijk van aannemer Gerrit Jan Meerdink uit Zeist. De eerste bewoners waren mevrouw M.A.C. Ravesteijn en haar echtgenoot J. Westrik. Zij veranderden de naam Rustwijk in de naam Doornveld. Na het overlijden van de heer Westrik ging zijn weduwe in Driebergen wonen. Zij verkocht Doornveld in 1880 aan Cornelis Johannes Kneppelhout. Kneppelhout woonde in die tijd op kasteel Sterkenburg. Reeds in 1886 verhuisde deze echter naar het tegenoverliggende Beukenrode. Doornveld werd daarna verhuurd als zomerwoning en pension. In 1910 werd mr. A. baron van Schimmelpenninck van de Oye eigenaar. Deze burgemeester van Doorn woonde er van 1909 tot 1929. Na diens dood stond de woning lange tijd leeg. In 1936 werd het buitenhuis verkocht aan de burgemeester van Doorn, J.H.E. baron van Nagell eigenaar. Toen deze in 1969 overleed werd Doornveld gekocht door een Stichting voor geestelijk en lichamelijk gehandicapte bejaarden. Sinds 1988 heeft het gebouw een kantoorfunctie. Momenteel is buitenplaats Doornveld in gebruik door Six Architects, gespecialiseerd in restauratie en traditionele nieuwbouw.

## Bewoners
- 1860 - 1962 Gerrit Jan Meerdink en de heer Ravesteijn
- 1862 - 1880 J. Westrik x M.A.C. Ravesteijn
- 1880 - 1910 Cornelis Johannes Kneppelhout
- 1910 - 1929 mr. A. baron Schimmelpenninck van der Oye
- 1936 - 1969 J.H.E. baron Van Nagell
- 1969 - Stichting voor geestelijk en lichamelijk gehandicapte bejaarden
- 1988 - PL & Partners Beheer BV
- 2014 - Six Architects BV[5]